# Bandiera di Curaçao
La bandiera di Curaçao è costituita da un campo blu, con una sottile striscia orizzontale gialla, appena sotto la metà, e due stelle bianche a cinque punte nel cantone. Il blu simboleggia il cielo (la parte alta) ed il mare (la fascia bassa) mentre il giallo rappresenta il sole che bacia le isole. Le due stelle rappresentano Curaçao e Klein Curaçao, ma anche "Amore e Felicità". Le cinque punte delle stelle simboleggiano i cinque continenti dai quali proviene la popolazione delle isole.
Secondo Flags of the World, le bande orizzontali hanno un rapporto di 5:1:2. Le stelle hanno diametro di 1/6 e 2/9 dell'altezza. Il centro della stella minore si trova ad 1/6 dell'altezza della bandiera a sinistra del bordo superiore mentre quello della stella maggiore si trova ad 1/3. Il blu è Pantone 280 ed il giallo Pantone 102.

## Storia
Dopo l'adozione della bandiera di Aruba da parte di Aruba, Curaçao ricevette l'approvazione per adottare una bandiera nel 1979. Circa 2000 disegni furono spediti allo speciale comitato creato. 10 arrivarono in finale ed il consiglio scelse il 29 novembre 1982. Con alcune modifiche, la bandiera fu adottata il 2 luglio 1984.

La bandiera del Governatore di Curaçao
La bandiera dei Paesi Bassi